# Fort Garry (circonscription électorale)
Circonscription électorale provinciale du Canada
Fort Garry est une circonscription électorale provinciale du Manitoba (Canada). Représentée à l'Assemblée législative du Manitoba de 1958 à 2011, la circonscription est réapparue en 2019.

## Liste des députés

### 1958-2011
| Fort Garry                                                                          | Fort Garry                                                       | Fort Garry                                                       | Fort Garry                                                       | Fort Garry                                                       | Fort Garry                                                       |
| Nom                                                                                 | Nom                                                              | Parti                                                            | Mandat                                                           | Législature                                                      |                                                                  |
| Circonscription issue de Iberville, Assiniboia et Saint-Boniface                    | Circonscription issue de Iberville, Assiniboia et Saint-Boniface | Circonscription issue de Iberville, Assiniboia et Saint-Boniface | Circonscription issue de Iberville, Assiniboia et Saint-Boniface | Circonscription issue de Iberville, Assiniboia et Saint-Boniface | Circonscription issue de Iberville, Assiniboia et Saint-Boniface |
| ----------------------------------------------------------------------------------- | ---------------------------------------------------------------- | ---------------------------------------------------------------- | ---------------------------------------------------------------- | ---------------------------------------------------------------- | ---------------------------------------------------------------- |
|                                                                                     | Sterling Lyon                                                    | Progressiste-conservateur                                        | 1958 - 1959                                                      | 25e                                                              |                                                                  |
|                                                                                     | Sterling Lyon                                                    | Progressiste-conservateur                                        | 1959 - 1962                                                      | 26e                                                              |                                                                  |
|                                                                                     | Sterling Lyon                                                    | Progressiste-conservateur                                        | 1962 - 1966                                                      | 27e                                                              |                                                                  |
|                                                                                     | Sterling Lyon                                                    | Progressiste-conservateur                                        | 1966 - 1969                                                      | 28e                                                              |                                                                  |
|                                                                                     | Bud Sherman                                                      | Progressiste-conservateur                                        | 1969 - 1973                                                      | 29e                                                              |                                                                  |
|                                                                                     | Bud Sherman                                                      | Progressiste-conservateur                                        | 1973 - 1977                                                      | 30e                                                              |                                                                  |
|                                                                                     | Bud Sherman                                                      | Progressiste-conservateur                                        | 1977 - 1981                                                      | 31e                                                              |                                                                  |
|                                                                                     | Bud Sherman                                                      | Progressiste-conservateur                                        | 1981 - 1984                                                      | 32e                                                              |                                                                  |
|                                                                                     | Charles Birt                                                     | Progressiste-conservateur                                        | 1984 - 1986                                                      | 32e                                                              |                                                                  |
|                                                                                     | Charles Birt                                                     | Progressiste-conservateur                                        | 1986 - 1988                                                      | 33e                                                              |                                                                  |
|                                                                                     | Laurie Evans                                                     | Libéral                                                          | 1988 - 1990                                                      | 34e                                                              |                                                                  |
|                                                                                     | Rosemary Vodrey                                                  | Progressiste-conservateur                                        | 1990 - 1995                                                      | 35e                                                              |                                                                  |
|                                                                                     | Rosemary Vodrey                                                  | Progressiste-conservateur                                        | 1995 - 1999                                                      | 36e                                                              |                                                                  |
|                                                                                     | Joy Smith                                                        | Progressiste-conservateur                                        | 1999 - 2003                                                      | 37e                                                              |                                                                  |
|                                                                                     | Kerri Irvin-Ross                                                 | Néo-démocrate                                                    | 2003 - 2007                                                      | 38e                                                              |                                                                  |
|                                                                                     | Kerri Irvin-Ross                                                 | Néo-démocrate                                                    | 2007 - 2011                                                      | 39e                                                              |                                                                  |
| Circonscription dissoute parmi Fort Garry-Riverview, Fort Richmond et Saint-Norbert |                                                                  |                                                                  |                                                                  |                                                                  |                                                                  |

### Depuis 2019
| Fort Garry                                                                                | Fort Garry                                                                                | Fort Garry                                                                                | Fort Garry                                                                                | Fort Garry                                                                                | Fort Garry                                                                                |
| Nom                                                                                       | Nom                                                                                       | Parti                                                                                     | Mandat                                                                                    | Législature                                                                               |                                                                                           |
| Circonscription issue de Fort Garry-Riverview, Fort Rouge, River Heights et Fort Richmond | Circonscription issue de Fort Garry-Riverview, Fort Rouge, River Heights et Fort Richmond | Circonscription issue de Fort Garry-Riverview, Fort Rouge, River Heights et Fort Richmond | Circonscription issue de Fort Garry-Riverview, Fort Rouge, River Heights et Fort Richmond | Circonscription issue de Fort Garry-Riverview, Fort Rouge, River Heights et Fort Richmond | Circonscription issue de Fort Garry-Riverview, Fort Rouge, River Heights et Fort Richmond |
| ----------------------------------------------------------------------------------------- | ----------------------------------------------------------------------------------------- | ----------------------------------------------------------------------------------------- | ----------------------------------------------------------------------------------------- | ----------------------------------------------------------------------------------------- | ----------------------------------------------------------------------------------------- |
|                                                                                           | Mark Wasyliw (en)                                                                         | Néo-démocrate                                                                             | 2019 - 2023                                                                               | 42e                                                                                       |                                                                                           |
|                                                                                           | Mark Wasyliw (en)                                                                         | Néo-démocrate                                                                             | 2023 - présent                                                                            | 43e                                                                                       |                                                                                           |